# Die Lokomotive
Die Lokomotive war eine Monatszeitschrift zu Themen des Eisenbahnwesens.
Die Publikation erschien als „Fachzeitschrift für Eisenbahntechniker“ ab 1904 beim Verlag von A. Berg in Wien. Dieser Verlag wurde in den 1920er Jahren von Oskar Fischer übernommen, der bis 1938 Verleger der Zeitschrift blieb. Danach mussten das Material der Redaktion nach Berlin transferiert werden und die Zeitschrift erschien in Berlin, das Material ging später verloren. Bis zur kriegsbedingten Einstellung im Jahr 1944 (letztes Heft August 1944) erschien die Zeitschrift bei der Druck und Verlag E. Gundlach Aktiengesellschaft, Bielefeld.
Erster Schriftleiter der Zeitschrift waren Hans Steffan und Ernst Prossy. Viele namhaften Lokomotivkonstrukteure und -spezialisten des deutschsprachigen Raumes schrieben in der Zeitschrift, u. a. Johann Rihosek, Georg Lotter oder Rudolf Sanzin. Aber auch Steffan und Prossy waren selbst als Lokomotivkonstrukteure aktiv und gelten als die Schöpfer der eleganten Südbahnschnellzugsbaureihe 109.
1933 übernahm der Verlag Eisenbahn und Industrie – Zeitschrift für Betriebstechnik und Verwaltung.
Typisch ist das hohe technische Niveau der Artikel. So beginnt die Ausgabe vom Januar 1935 mit einem sechsseitigen Text über die 1-E1-Gebirgstenderlokomotive der Polnischen Staatsbahnen, eine Variante der DR-Baureihe 45. Darin gibt der Lokomotivbauer Franz Tatara Aufschluss über die Besonderheiten der polnischen Strecken („Die größten Steigungen erreichen 25 Promille und die kleinsten Krümmungen haben einen Halbmesser von 190 m.“) und beschreibt den Aufbau der Lokomotive bis in Details („Zur Speisung des Kessels dienen zwei Friedmann-Injektoren. Der rechte Injektor liefert 260 L/Min., der linke 190 L/Min.“)

## Politisches
Bei der Analyse der Zeitschrift erscheint auffällig, dass sich die Autoren in der Erscheinungsperiode bis 1939 weitgehend von politischen Strömungen fernhielten, sei es in der Donaumonarchie, in der Ersten Republik, im Austrofaschismus. Erst im Dritten Reich kam es zu politischeren Aussagen. Selbst in dieser letzteren Epoche finden sich aber nur wenige Beiträge, die sich direkt mit dem Nationalsozialismus sowie dessen Bezügen zum Bahnwesen auseinandersetzen. Wo dergleichen stattfindet, wirkt es beinahe als Pflichtübung. Bemerkenswert ist, dass selbst in den letzten Heften im Jahr 1944 fast schon subversiv wirkende historische Beiträge zu damals schon verschrotteten altösterreichischen Lokomotiven gedruckt wurden, obwohl die redaktionelle Linie seit 1904 zukunftsweisend mit starker Blickrichtung auf das deutsche und internationale Eisenbahnwesen war.

## Kulturelles
Über den Untertitel hinaus befasste sich die Zeitschrift aber auch mit zahlreichen anderen Aspekten des Eisenbahnwesens, darunter mit historischen Themen und mit Fragen im musealen Kontext. 

## Nachwirkung
Die Lokomotive kann als Vorgänger der seit 1948 in Wien erscheinenden Zeitschrift Eisenbahn gesehen werden, obwohl nur in Ansätzen eine inhaltliche, aber weder eine verlegerische noch direkte personelle Kontinuität gegeben war.
Die Zeitschrift gilt deutschsprachigen Lokomotivhistorikern als eine wichtige Unterstützung für weiterführende Forschungen.

## Digitalisierung
Der Arbeitskreis Lokomotivgeschichte der Forschungsgemeinschaft Eisenbahngeschichte hat gemeinsam mit der Österreichischen Nationalbibliothek eine komplette Digitalisierung aller Ausgaben bis 1939 erarbeitet. Eine DVD-Ausgabe der Jahrgänge 1904 bis 1938 wird bei bahnmedien.at vertrieben. Die Jahrgänge von 1904 bis 1944 werden im ANNO-System der Österreichischen Nationalbibliothek bereitgestellt. Die DVD-Ausgabe bietet eine Datenbanksuche (Inhaltsverzeichnisse, Volltext), die Online-Ausgabe hingegen nicht.
Titeldaten und Besitznachweise der Zeitschrift sind unter der Nummer ZDB-ID 549520-9, die online-Ressource ist unter ZDB-ID 2703514-1 dokumentiert.